# Георгій Шашіашвілі
Георгій Шашіашвілі (груз. გიორგი შაშიაშვილი, нар. 1 вересня 1979) — грузинський футболіст, захисник.
Відомий виступами за клуб «Динамо» (Тбілісі) та національну збірну Грузії. Завершив кар'єру.

## Клубна кар'єра
У дорослому футболі дебютував 1996 року виступами за команду клубу «Динамо» (Тбілісі), в якій провів дев'ять сезонів, взявши участь у 163 матчах чемпіонату. 
Згодом з 2005 по 2009 рік також грав у складі команд клубів «Аланія», «Чорноморець» та «Штурм» (Грац).
До складу клубу «Ерготеліс» приєднався 2009 року. Відіграв за іракліонський клуб 75 матчів в національному чемпіонаті.
В 2012 р. повернувся в грузинський чемпіонат, підписавши контракт з командою "Діла" (Горі). А перед завершенням кар'єри, останній сезон 2013 р. відіграв в своєму першому професіональному клубі "Динамо" (Тбілісі), ставши чемпіоном та володарем Кубка Грузії.

## Виступи за збірні
На молодіжному рівні зіграв за збірну в 11 офіційних матчах.
У 2001 році дебютував в офіційних матчах у складі національної збірної Грузії. Наразі провів у формі головної команди країни 32 матчі, забивши 1 гол.

## Титули і досягнення
- Чемпіон Грузії (6): 1996-97, 1997-98, 1998-99, 2002-03, 2004-05, 2013-14
- Володар Кубка Грузії (4): 1996-97, 2002-03, 2003-04, 2013-14
- Володар Суперкубка Грузії (4): 1996, 1997, 1999, 2005